# 肖尼鎮區 (堪薩斯州切羅基縣)
肖尼鎮區（英語：Shawnee Township）為美國堪薩斯州切羅基縣的鎮區。2010年美国人口普查中該鎮區人口有461人。

## 地理
肖尼鎮區涵蓋面積90.75平方（35.04平方英里），境內無城市設立。

### 墓園
根據美國地質調查局的資料，此鎮區擁有3座墓園：
- 梅瑟墓園（Messer Cemetery）
- 里奇墓園（Ritchie Cemetery）
- Wirtonia墓園

### 溪流
通過此鎮區的溪流有：
- 考溪（Cow Creek）
- 小肖尼溪（Little Shawnee Creek）
- 特基溪（Turkey Creek）

## 人口統計
根據2010年美國人口普查，肖尼鎮區人口有461人，住房217戶，人口密度為5.08人/每平方公里。此鎮區居民之種族有91.54%為白人；0.87%為非裔美洲人；3.25%為美洲原住民；0.65%為亞洲人；1.08%為太平洋島民；0%為其他種族；另外有2.6%為混血種族。而西班牙裔或拉丁裔美洲人佔此鎮區人口的1.08%。

## 外部連結
- City-Data.com （页面存档备份，存于）